# East Neuk

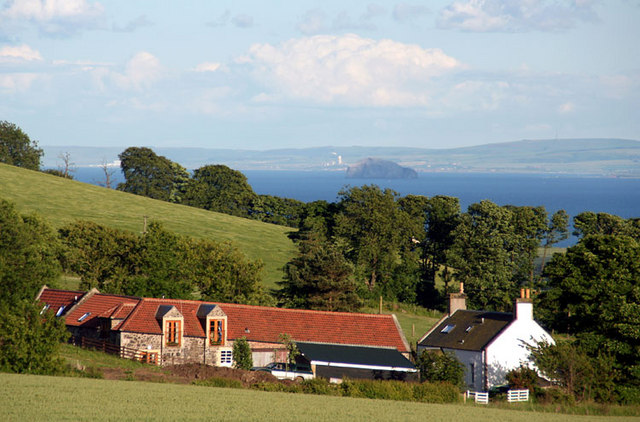

Die East Neuk (anhörenⓘ) oder East Neuk of Fife ist ein Gebiet an der Küste von Fife in Schottland, das geographisch undefiniert ist.
„Neuk“ ist das schottische Wort für Winkel oder Ecke, und in der allgemeinen Definition umfasst es die Fischerdörfer des nördlichen Teils des Firth of Forth, wie auch das Land und die Dörfer im Inneren der Region. Es umfasst Elie and Earlsferry, Colinsburgh, St Monans, Pittenweem, Arncroach, Carnbee, Anstruther, Cellardyke, Kilrenny, Crail und Kingsbarns.